# Marcus Annaeus Lucanus
Marcus Annaeus Lucanus (født 3. november 39 i Cordoba, død 30. april 65) på engelsk Lucan var sin tids mest fejrede romerske lyriker, søn af Acilia og Lucius Annseus Mela og brorsøn af kejser Neros lærer Seneca den yngre.

## Liv og virke
Mela havde samlet sig en stor formue som kejserlig prokurator for sin spanske provins. I en erindring nedfældet af en anonym skribent, som muligvis har forkortet skrifter af Suetonius, siges Lucan at være hentet til Rom, allerede da han var otte måneder. Han beskrives som meget fremmelig, og blev undervist af blandt andre den stoiske filosof Cornutus. Lucan studerede i Athen, da han blev kaldt tilbage til Rom af kejser Nero, der udnævnte ham til kvæstor.
Angiveligt vakte han kejserens misnøje, da han vandt over ham i en lyrikkonkurrence. Det sidste skyldes dog en mistolkning af et afsnit i Statius' Genethliaeon Lucani; men det vides sikkert, at Nero - enten af jalousi, som Tacitus mener, eller pga. den republikanske ånd i Lucanus' lyrik - forbød ham at fremføre sine digte offentligt. I 65 blev der afsløret en sammensværgelse mod kejseren, støttet af prætorianerchefen Faenius Rufus og kendt som "Piso-konspirationen" efter konsulen Gaius Calpurnius Piso, der regnes som lederskikkelsen. Da Lucan blev beskyldt for at være med i den, skal han have prøvet at redde sig selv ved at angive sin mor; men da breve blev forfalsket i hans navn for at implicere hans far, kan hans påståede angiveri af sin mor ligeså godt være fabrikeret af anklagerne. Lucan fik ligesom sin farbror Seneca åbnet pulsårerne og forblødte, mens han citerede sine linjer om en såret soldats død. Både hans mor Acilia og hans enke Polla Argentaria overlevede.

## Eftermæle
I Dantes Guddommelige Komedie nævnes Lucanus som én af de største digtere i historien, dette sammen med Homer, Horats, Ovid og Vergil. I den videre dialog i værket optages Dante selv noget ubeskedent som den sjette mester.